# مارتن سميث (ملاكم)
مارتن سميث (بالإنجليزية: Martin Smith)‏ (12 نوفمبر 1936 - 25 نوفمبر 2012) هو ملاكم أيرلندي. شارك في الألعاب الأولمبية الصيفية 1956.

## روابط خارجية
- مارتن سميث على موقع أوليمبيديا (الإنجليزية)